# Centaurea microcnicus
Centaurea microcnicus là một loài thực vật có hoa trong họ Cúc. Loài này được Reese & Sam. ex Rech.f. mô tả khoa học đầu tiên năm 1950.